# Муринская дорога
Му́ринская доро́га — дорога в Красногвардейском районе Санкт-Петербурга. Проходит от дороги в Рыбацкое до съезда с Кольцевой автодороги на границе с городом Мурино.

## Расположение
Муринская дорога представляет собой два фрагмента, соединённых друг с другом под углом 90° перекрёстком в конце Пискарёвского проспекта. На некоторых картах по ошибке называется дорогой в Новую Деревню. Также существовал вариант Новая дорога. Оба народных топонима относились к северному участку.
В начале Муринской дороги находится деревня Рыбацкое.

## Название
Название Муринская дорога было присвоено 29 апреля 2009 года. Оно связано с тем, что дорога ведёт в город Мурино. Тогда дорога начиналась от Челябинского моста через Охту.
В 2013 году вдоль Муринской дороги между деревней Новой и поселком Мурино началось строительство жилого микрорайона «Новая Охта». В 2013—2014 годах группа «ЛСР» (застройщик «Новой Охты») предпринимала попытки переименовать Муринскую дорогу в Муринское шоссе, поскольку, по мнению руководства группы, статус «дорога» свидетельствует о деревенском уровне улицы. Однако топонимическая комиссия Санкт-Петербурга отказалась менять статус.
Первый адрес по Муринской дороге был присвоен 30 октября 2014 года — дому 74, корпус 1, построенному в составе первой очереди «Новой Охты».
28 апреля 2016 года участок Муринской дороги от Челябинского моста до дороги в Рыбацкое был включён в состав нового Васнецовского проспекта. Саму Муринскую дорогу тогда же продлили на юг за Васнецовский проспект на 1,5 км.

## История
В 2014—2015 годах прошла реконструкция Муринской дороги: на территории «Новой Охты» со стороны границы с Ленинградской областью к ней пристроили «карман» с односторонним движением.
В 2021 году был закрыт исторической участок Муринской дороги от дома 14, корпус 3, до перекрестка Васнецовского проспекта и дороги в Рыбацкое. Движение переключили на новую трассу.
В августе 2022 года был открыт дублер Муринской дороги — восточный безымянный проезд почти от Пахомовской улицы до северного перекрестка с Пейзажной. По проезду осуществляется движение в северном направлении. Одновременно сама Муринская дорога на этом участке стала односторонней в южном направлении.
В 2021—2022 годах было открыто движение по участку Муринской дороги севернее перекрестка с Пахомовской улицей.

## Застройка
- № 8, корпус 1, — жилой дом (2023[12])
- № 8, корпус 2, — жилой дом (2023[13])
- № 8, корпус 4, — жилой дом (2023[13])
- № 9, корпус 1, — жилой дом (2024[14])
- № 9, корпус 2, — паркинг (2024[15])
- № 9, корпус 3, — жилой дом (2024[14])
- № 10, корпус 1, — жилой дом (2020[16])
- № 10, корпус 2, — паркинг (2021[15])
- № 10, корпус 3, — жилой дом (2020[16])
- № 11, корпус 1, — жилой дом (2024[14])
- № 11, корпус 2, — паркинг (2024[15])
- № 11, корпус 3, — жилой дом (2024[14])
- № 12, корпус 1, — жилой дом (2021[17])
- № 12, корпус 2, — жилой дом (2021[17])
- № 14, корпус 2, — жилой дом (2018[18])
- № 14, корпус 3, — жилой дом (2018[18])
- № 16, корпус 1, — жилой дом (2019[19])
- № 16, корпус 2, — жилой дом (2018[18])
- № 16, корпус 3, — паркинг (2020[15])
- № 16, корпус 4, — детский сад
- № 24 — магазин (2016[15])
- № 25, корпус 1, — жилой дом (2023[20])
- № 25, корпус 2, — жилой дом (2023[20])
- № 25, корпус 3, — жилой дом (2023[20])
- № 27, корпус 1, — жилой дом (2023[20])
- № 27, корпус 2, — жилой дом (2023[20])
- № 27, корпус 3, — жилой дом (2023[20])
- № 27 корпус 4, — паркинг (2023[15])
- № 29 — жилой дом (2024[21])
- № 31, корпус 1, — жилой дом (2023[22])
- № 31, корпус 2, — жилой дом (2023[22])
- № 31, корпус 3, — жилой дом (2023[22])
- № 37 — подстанция «Цветной город» (2018[15])
- № 51, корпус 1, — жилой дом (2018[23])
- № 51, корпус 2, — жилой дом (2018[23])
- № 53 — жилой дом (2018[23])
- № 55, корпус 1, — жилой дом (2018[23])
- № 57 — жилой дом (2018[23])
- № 59, корпус 1, — жилой дом (2018[23])
- № 61 — жилой дом (2018[23])
- № 63, корпус 1, — паркинг (2020[15])
- № 63, корпус 2, — жилой дом (2018[23])
- № 64 — жилой дом (2015[24])
- № 65 — жилой дом (2018[23])
- № 68, корпус 1, — жилой дом (2015[15])
- № 68, корпус 2, — жилой дом (2015[15])
- № 70, корпус 1, — поликлиника (2024[25])
- № 70, корпус 2, — школа (2019[26])
- № 74, корпус 1, — жилой дом (2014[15])
- № 74, корпус 2, — паркинг (2015[15])
- № 78 — жилой дом (2015[15])
- № 80, корпус 1, — жилой дом (2015[15])
- № 84 — жилой дом (2015[15])

## Транспорт
Ближайшая станция метро — «Гражданский проспект».
Автобусы — 61, 124, 177, 183, 193, 240, 293.